# Nastola

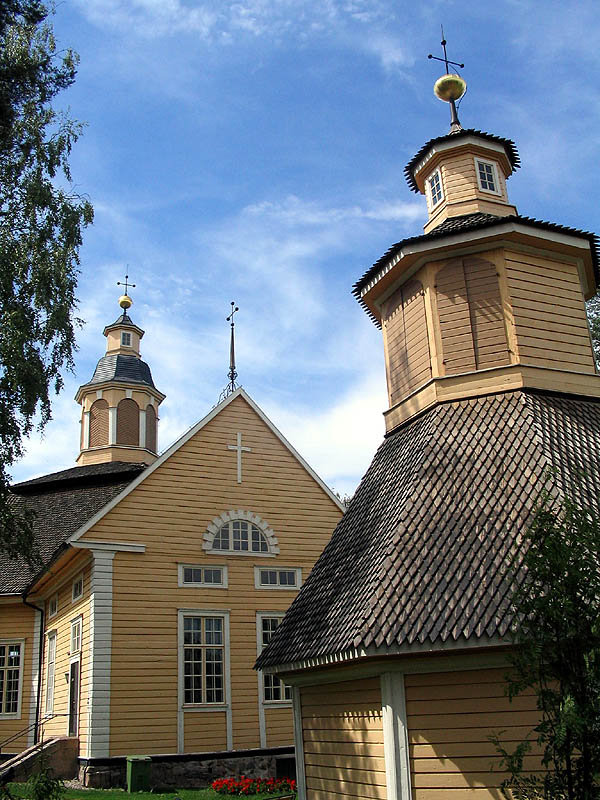
Pfarrkirche

Nastola ist Ort und eine ehemalige Gemeinde in Südfinnland. Nastola liegt rund 20 Kilometer östlich der Stadt Lahti am südlichen Rand der finnischen Seenplatte in der Landschaft Päijät-Häme. Am 30. September 2014 hatte die Gemeinde 14.935 Einwohner auf einer Fläche von 362,89 km² (324,22 km² davon Landfläche und 38,67 km² Binnengewässerfläche).

## Geschichte
Die Gemeinde bestand seit 1865 und umfasste neben dem Kirchdorf Nastola die Orte Arrajoki, Immilä, Järvinen, Koiskala, Lankila, Pyhäntaka, Ruuhijärvi, Uusikylä, Vanaja, Villähde, Rakokivi und  Seesta-Luhtaanmaa. Am 1. Januar 2016 wurde sie nach Lahti eingemeindet.
In Nastola befand sich während des Winterkrieges 1941 und während des Fortsetzungskrieges bis 1945 das zentrale Kriegsgefangenenlager Finnlands. In dieser Zeit waren insgesamt 64.188 sowjetische Soldaten hier interniert. Die 1.055 Rotarmisten, die die Lagerhaft nicht überlebten, wurden auf einem eigenen Friedhof bestattet. 1987 wurde dort zum Gedenken eine von der Sowjetunion gestiftete drei Meter hohe Bronzestatue der „Mutter Russland“ errichtet.

## Wappen
Beschreibung des Wappens:  Im  roten Schild  ein silbernes gespitztes Ankerkreuz.  

## Sehenswürdigkeiten
Ein weiteres Denkmal wurde 1990 in Erinnerung an die vielen Bauarbeiter an der Bahnstrecke von Sankt Petersburg nach Riihimäki errichtet, die 1868 einer Typhus-Epidemie zum Opfer fielen. 
Die Pfarrkirche von Nastola wurde 1802–04 nach Plänen von Mats Åkergren errichtet, der freistehende Kirchturm bereits 1760. Die barocke Innenausstattung stammt aus dem 17. Jahrhundert und wurde aus dem Vorgängerbau übernommen; sie wurden im 17. Jahrhundert von Dietrich von Essen, dem Gutsherren des nahen Gehöfts Seesta, gestiftet.

## Verkehr
Nastola liegt an der Bahnstrecke Lahti–Kouvola und an der Staatsstraße 12 (Rauma – Kouvola).

## Söhne und Töchter
- Johann Casimir Ernrot (1833–1913), General, Politiker, Ministerpräsident Bulgariens
- Elsi Borg (1893–1958), Architektin, Grafikerin und Designerin
- Tapio Mäkelä (1926–2016), Skilangläufer
- Veli-Matti Lindström (* 1983), Skispringer
- Valtteri Bottas (* 1989), Rennfahrer